# 歐盟之父
歐盟之父，亦稱歐洲聯盟創始人，是廣泛地被認為是歐洲一體化的主要推動者，以及對歐洲聯盟的發展做出重大的貢獻的人。但並不存在著一份官方清單，並且也沒依照任何單一事件來界定。

## 歐洲聯盟創始人
嚴格來說，這個稱號是新聞界以及史學史界所給予這七個政治人物的封號，基於他們扮演著開創以及正式建立歐洲煤鋼共同體和歐洲經濟共同體的重要角色。此二機構即是現今歐洲聯盟的前身。
- （德國人）康拉德·阿登納
- （盧森堡人）约瑟夫·贝希
- （義大利人）阿爾契德·加斯貝利
- （荷蘭人）约翰·威廉·贝恩（英语：Jan Willem Beyen）
- （法國人）羅伯特·舒曼
- （法國人）让·莫内
- （比利時人）保羅-亨利·斯巴克
- （奥地利·日本人）理查德·尼古拉斯·冯·康登霍维-凯勒奇

其他：
- （英國人）溫斯頓·邱吉爾
- （荷蘭人）西科·曼霍尔特（英语：Sicco Mansholt）
- （德國人）沃爾特·哈爾斯坦
- （義大利人）艾爾蒂羅·斯賓內利（英语：Altiero Spinelli）